# Бішево (Польща)
Біше́во (пол. Biszewo) — село в Польщі, у гміні Городиськ Сім'ятицького повіту Підляського воєводства.
Населення — 63 особи (2011).
У 1975—1998 роках село належало до Білостоцького воєводства.

## Демографія
Демографічна структура станом на 31 березня 2011 року:
|          | Загалом | Допрацездатний вік | Працездатний вік | Постпрацездатний вік |
| -------- | ------- | ------------------ | ---------------- | -------------------- |
| Чоловіки | 31      | 8                  | 20               | 3                    |
| Жінки    | 32      | 7                  | 19               | 6                    |
| Разом    | 63      | 15                 | 39               | 9                    |